# Rhinella manu
Rhinella manu é uma espécie de anfíbio anuro da família Bufonidae. Está presente no Peru. A UICN classificou-a como pouco preocupante.